# Galerie Bordelaise

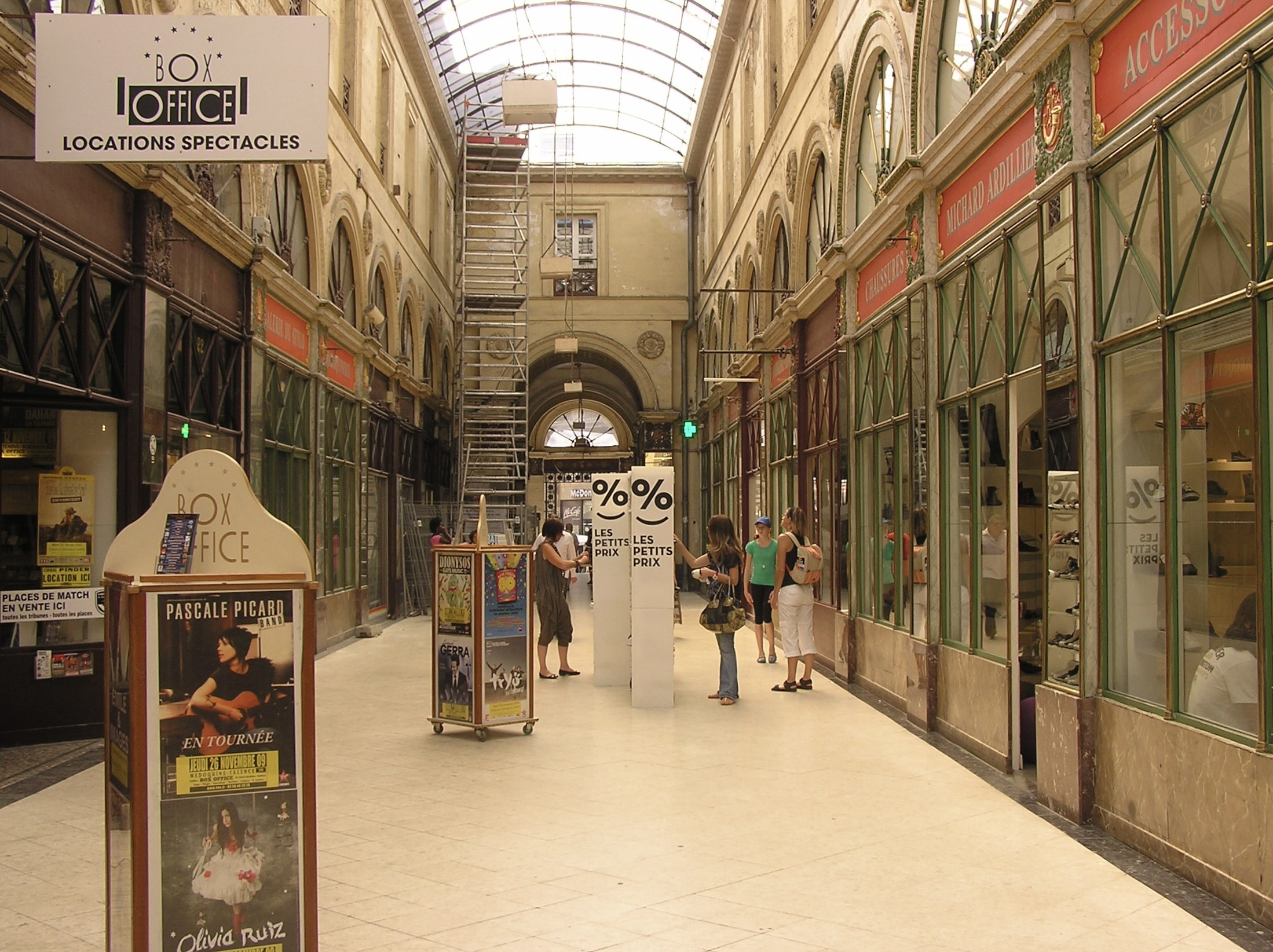
Galerie Bordelaise

Die Galerie Bordelaise, auch Galerie de la Torre genannt, ist eine von der Haupteinkaufsstraße Rue Sainte-Catherine abzweigende frühe Einkaufspassage in Bordeaux. 
Sie wurde auf Initiative von vier südamerikanischen Händlern durch den Architekten Gabriel Joseph Durand 1833 errichtet und steht seit dem 29. Oktober 1975 als Monument historique unter Denkmalschutz. Sie verbindet die Rue de la Maison Daurade und die Rue des piliers de Tutelle mit der Rue Sainte-Catherine und der Rue Saint Rémi. Der Zustand des historischen Bauwerks in bester Lage (die Rue de la Sainte Catherine ist Fußgängerzone und kommerziell aktiv) erschien zwischenzeitlich bedenklich. Die Passage ist im Privatbesitz zahlreicher Miteigentümer, denen es schwerfiel, sich über die notwendigen Investitionen zu einigen. 2015 begannen dann die Renovierungen.